# District de Kohat
Le district de Kohat (en ourdou : ضلع کوہاٹ ; en pachto : کوهاټ ولسوالۍ) est une subdivision administrative de la province de Khyber Pakhtunkhwa au Pakistan. Constitué autour de sa capitale Kohat, le district est entouré par l'agence d'Orakzai dans les régions tribales et le district de Nowshera au nord ainsi que le district d'Attock dans la province voisine du Pendjab à l'est. Au sud, on trouve les districts de Mianwali et de Karak, et enfin le district de Hangu à l'ouest.
Le district de Kohat est surtout peuplé par des tribus pachtounes, pour 1,2 million d'habitants environ en 2023. C'est une région montagneuse, reculée et peu développée. Sa population vit principalement de l'agriculture. Le district représente pourtant un lieu stratégique, notamment de par sa proximité aux régions tribales. Le district a aussi été touché par les attentats et opérations militaires liés à l'insurrection islamiste.

## Histoire
La région de Kohat a été sous la domination de diverses puissances au cours de l'histoire, notamment le Sultanat de Delhi puis l'Empire moghol. Elle a ensuite été prise par l'Empire sikh en 1818, puis en 1848, elle est conquise par le Raj britannique. La zone est principalement peuplée par diverses tribus pachtounes, notamment les Afridis ou les Orakzais.
En 1947, Kohat est intégré au Pakistan à la suite de la partition des Indes, bien que la zone ait longtemps soutenu le mouvement Khudai Khidmatgar qui s'était opposé au mouvement pour le Pakistan. Des minorités hindoues et sikhes quittent alors la région pour rejoindre l'Inde, tandis que des migrants musulmans venus d'Inde s'y installent.

## Géographie

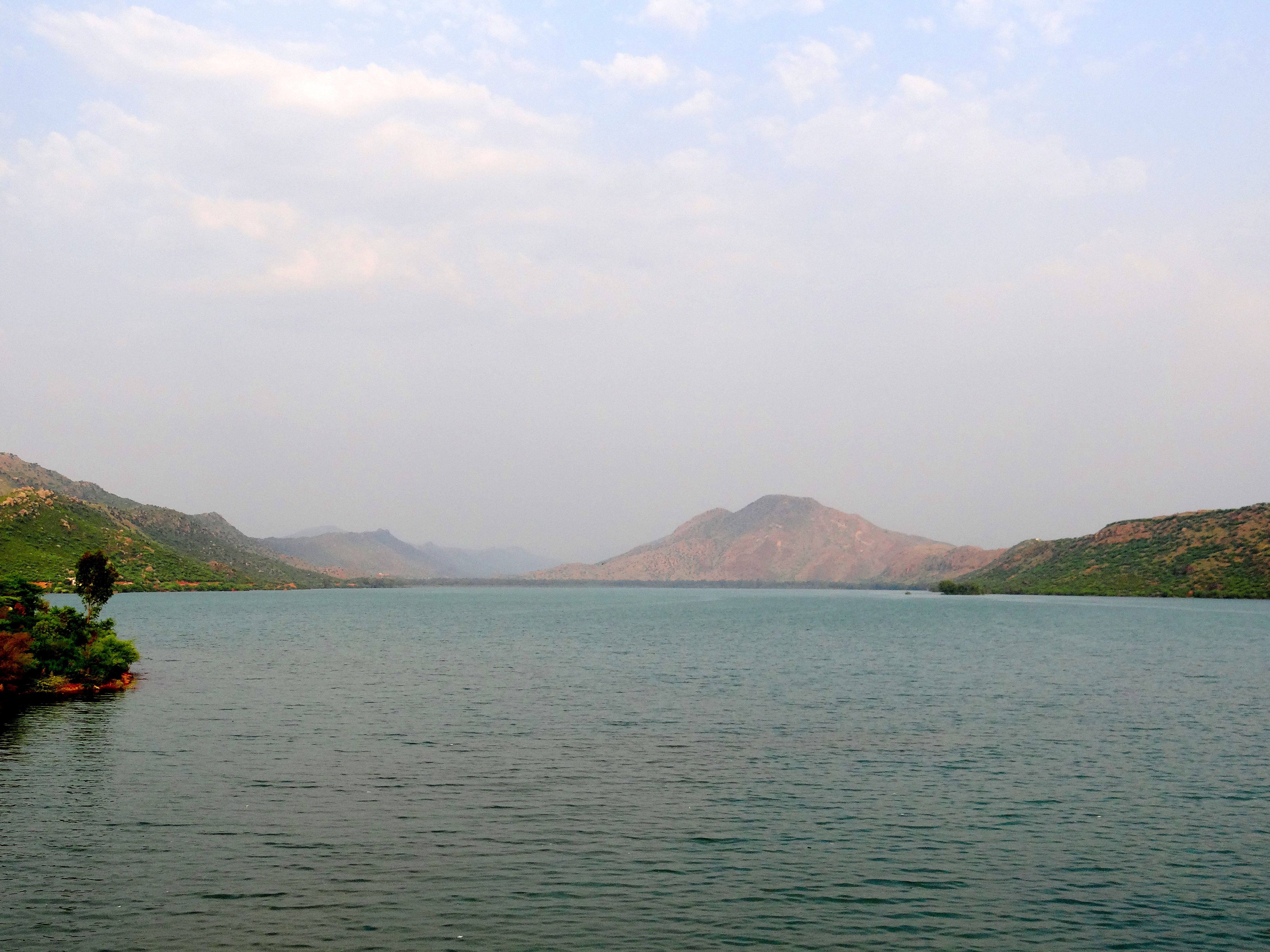
Le lac de Tanda avec le barrage en fond.

Le district de Kohat est une région montagneuse, qui compte d'importantes vallées et des forêts. Le fleuve Indus marque la frontière est du district, et la rivière Kurram borde le district à l'ouest. On trouve notamment dans le district le barrage de Tanda, qui a créé un lac portant le même nom.

## Démographie
Lors du recensement de 1998, la population du district a été évaluée à 562 644 personnes, dont près de 27 % d'urbains, contre 33 % au niveau national et 17 % au niveau provincial. Le taux d'alphabétisation était de 44 % environ, le même que la moyenne nationale mais mieux que la moyenne provinciale de 35 %. Il se situait à 65 % pour les hommes et 23 % pour les femmes, soit un différentiel de 42 points, bien supérieur à la moyenne provinciale de 32 points ainsi qu'aux 23 points pour l'ensemble du pays,.
Le recensement suivant mené en 2017 pointe une population de 993 874 habitants, soit une croissance annuelle de 3,03 %, supérieure aux moyennes provinciale et nationale de 2,89 % et 2,4 % respectivement. Le taux d’urbanisation reste identique mais l'alphabétisation progresse à 59 %.
D'après le recensement de 2023, la population atteint 1,23 million d'habitants. L'alphabétisation stagne à 59 %, mieux que la moyenne provinciale de 51 %, dont 76 % pour les hommes et 40 pour les femmes.
La grande majorité de la population sont des Pachtounes et la langue la plus parlée est le pachto, pour près de 86 % de la population en 2023, tandis que 12 % parlent hindko. 
La population est à très large majorité musulmane, environ 99,5 % de la population en 2023. Les minorités religieuses présentent des effectifs très faibles : près de 5 500 chrétiens, 600 hindous et 100 sikhs. Avant 1947 et la partition de l'Inde, les hindous et les sikhs étaient bien plus nombreux, et constituaient ensemble entre 15 et 20 % de la population.  

## Administration

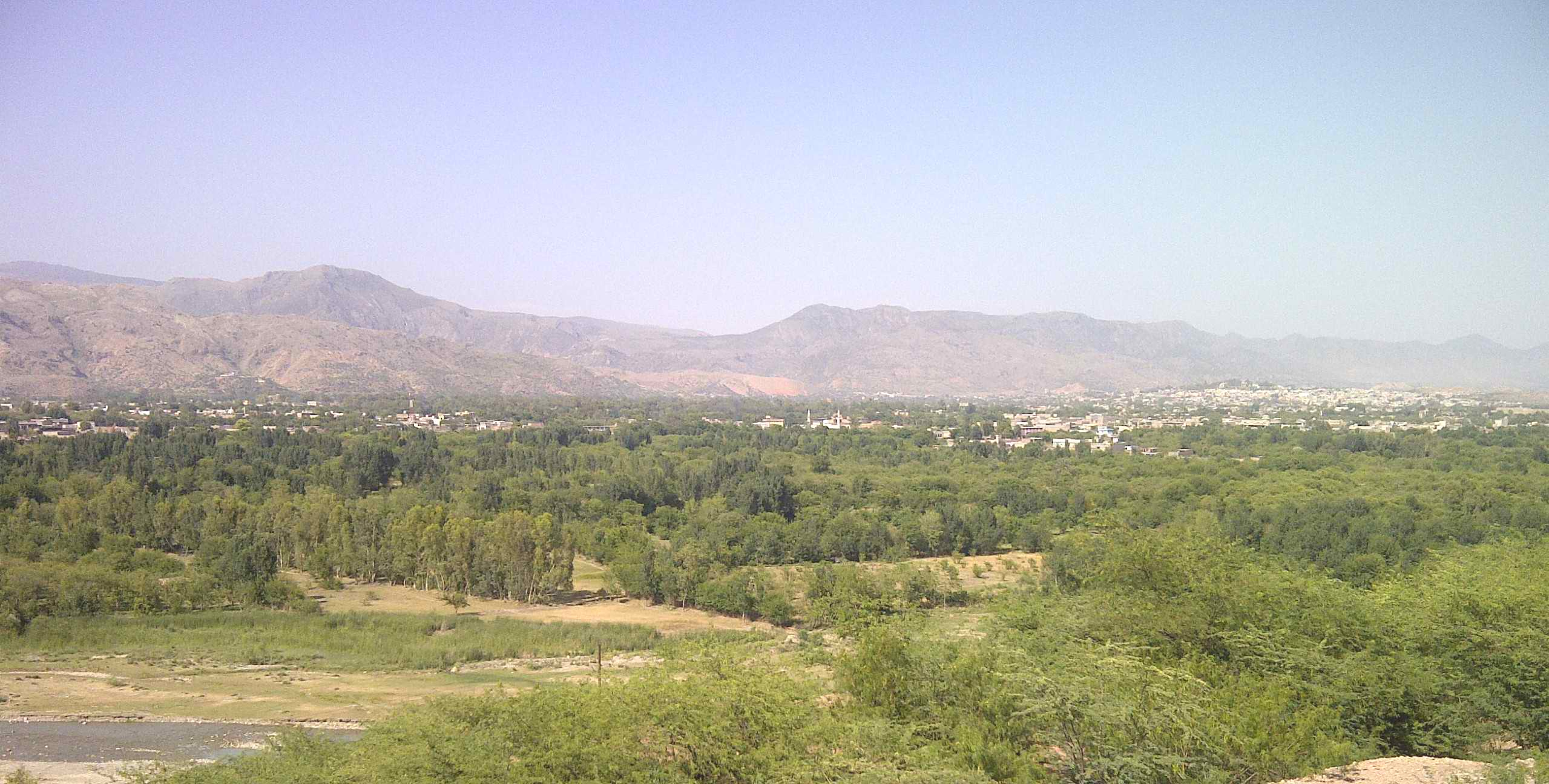
La ville de Kohat vue depuis les montagnes.

Le district est divisé en deux tehsils, Kohat et Lachi, ainsi que 32 Union Councils. Le district compte trois villes d'après le recensement de 2023, et la capitale Kohat est de loin la plus peuplée, regroupant presque un cinquième de la population.
| Ville      | Population (rec. 2023) |
| ---------- | ---------------------- |
| Kohat      | 235 880                |
| Lachi      | 23 843                 |
| Shakardara | 19 018                 |

## Économie et transports

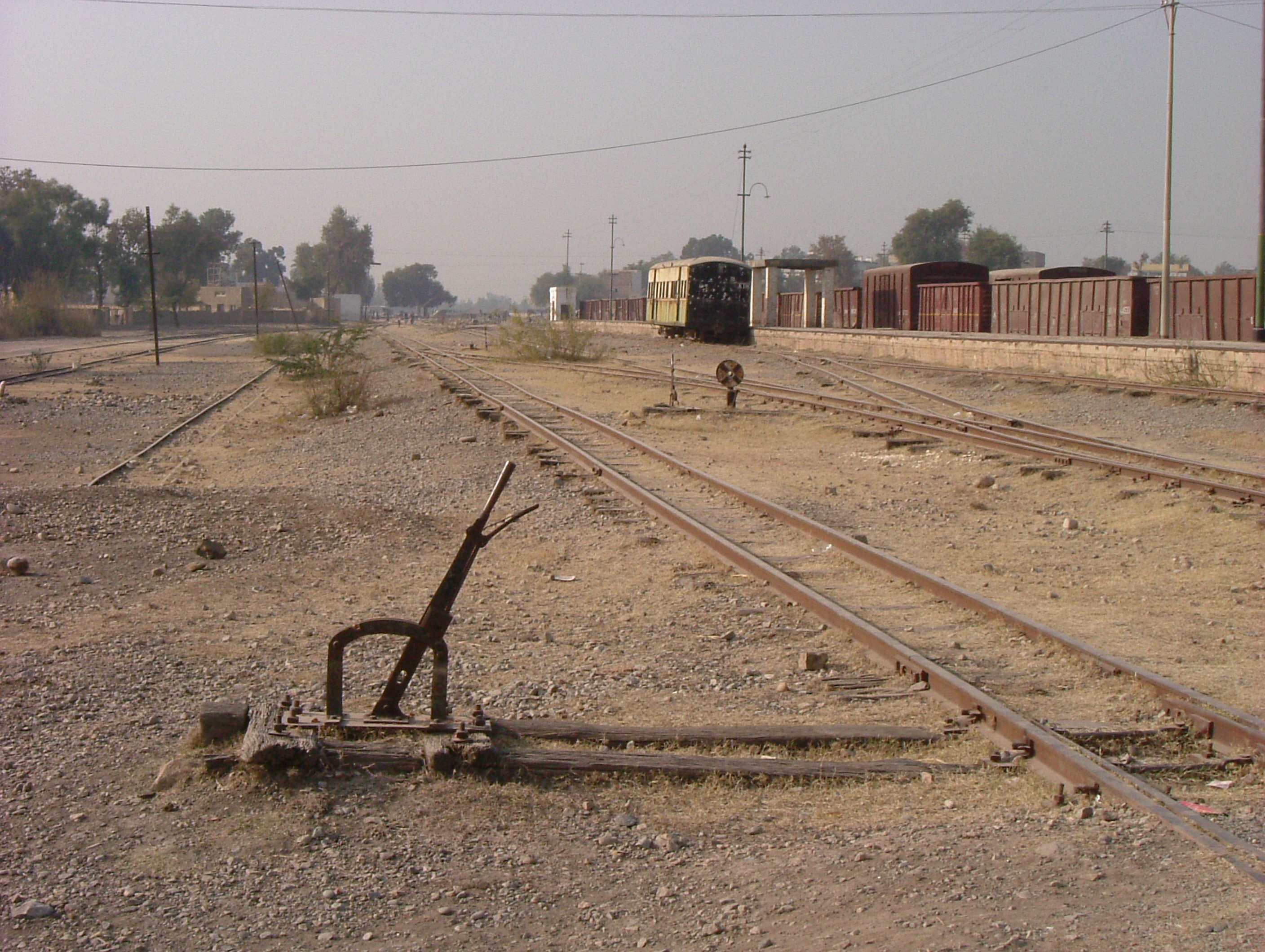
Gare de Kohat.

La population du district de Kohat est principalement rurale et vit surtout de l'agriculture, notamment de l’élevage. On y produit notamment de maïs, du blé, des fruits ainsi que des poules et des vaches. Le barrage de Tanda, construit durant les années 1960, permet notamment l'irrigation des terres. Bien que manquant d'infrastructures, la ville de Kohat est relativement bien desservie par les transports. Elle est reliée par deux routes nationales à Rawalpindi à l'est et Dera Ismail Khan au sud. Une ligne de chemin de fer passe aussi par la ville.

## Insurrection islamiste
À cause de sa proximité avec les régions tribales, le district de Kohat est au centre du conflit armé du Nord-Ouest du Pakistan qui oppose l'armée pakistanaise à des insurgés islamistes principalement liés aux talibans pakistanais. Kohat est d'autant plus stratégique qu'on y trouve une base aérienne de la Pakistan Air Force. Le district est notamment affecté par les opérations militaires et les déplacements de population lors de l'offensive dans l'agence d'Orakzai en 2010, voisine au nord. Il est aussi régulièrement frappé par des attentats à la bombe. Le plus violent a eu lieu le 17 avril 2010, quand deux kamikazes se font exploser parmi une foule de déplacés d'Orakzai, tuant environ 40 personnes.

## Politique
De 2002 à 2018, le district est représenté par la circonscription no 14 à l'Assemblée nationale. Il est aussi représenté par les trois circonscriptions no 37 à 39 à l'Assemblée provinciale de Khyber Pakhtunkhwa. Lors des élections législatives de 2008, elles ont été respectivement remportées par deux candidats indépendants et un candidat du Muttahida Majlis-e-Amal (MMA), et durant les élections législatives de 2013, par un candidat indépendant et deux du Mouvement du Pakistan pour la justice.
Avec le redécoupage électoral de 2018, Kohat est représenté par la circonscription no 32 à l'Assemblée nationale et par les trois circonscriptions no 80 à 82 à l'Assemblée provinciale. Lors des élections de 2018, elles sont remportées par deux candidats du Mouvement du Pakistan pour la justice, un du MMA et un indépendant. 
| Parti                                       | Voix (national) | %       | Élus nationaux | Élus provinciaux |
| ------------------------------------------- | --------------- | ------- | -------------- | ---------------- |
| Mouvement du Pakistan pour la justice       | 82 952          | 43,17 % | 1              | 1                |
| Muttahida Majlis-e-Amal                     | 47 825          | 24,89 % | 0              | 1                |
| Ligue musulmane du Pakistan (N)             | 44 475          | 23,15 % | 0              | 0                |
| Autres partis                               | 6 248           | 3,25 %  | 0              | 0                |
| Indépendants                                | 10 632          | 5,53 %  | 0              | 1                |
| Total exprimés (participation : 38,95 %)    | 192 132         | 100 %   | 1              | 3                |
| Source : Commission électorale du Pakistan. |                 |         |                |                  |